# チャンドラ・モーハン (テルグ俳優)
チャンドラ・モーハン（Chandra Mohan、1945年5月23日 - 2023年11月11日）は、インドのテルグ語映画で活動した俳優。フィルムフェア賞 南インド映画部門、ナンディ賞受賞者。50年近いキャリアの中で900本以上の映画に出演している。

## 生涯

### 生い立ち
1945年5月23日、アーンドラ・プラデーシュ州クリシュナ県パミディムカラで生まれ、メドゥルのY・V・R・M・Z・P高校で教育を受ける。その後はバパトラの農業大学に進学する。映画監督のK・ヴィシュワナートは従兄に当たる。

### キャリア
1966年に『Rangula Ratnam』で俳優デビューし、1968年には『Sukha Dukhalu』でヴァニシュリと共演した。その後も『Padaharella Vayasu』『Siri Siri Muvva』などのヒット作に出演し、1975年には『Naalai Namadhe』でタミル語映画デビューした。このほか、主演映画には『Seetamalakshmi』『Ram Robert Rahim』『Radha Kalyanam』『Rendu Rellu Aaru』『Chandamama Raave』がある。
2012年の時点で「3年後（2015年）には俳優を引退するつもり」と発言しており、2017年の『仕置人DJ』を最後に事実上引退状態になっていた。

### 死去
2023年11月11日、心臓関連の病気治療のために入院していたハイデラバードのアポロ病院で死去した。

## フィルモグラフィー
| - Rangula Ratnam（1966年） - Bangaru Pichika（1968年） - Sukha Dukhalu（1968年） - Aatmiyulu（1969年） - Talli Tandrulu（1970年） - Jagath Jetteelu（1970年） - Sambarala Rambabu（1970年） - Bomma Borusa（1971年） - Anuradha（1971年） - Lal Patthar（1971年） - Ramalayam（1971年） - Kalam Marindi（1972年） - Jeevana Tarangalu（1973年） - Meena（1973年） - Ganga Manga（1973年） - Alluri Seetarama Raju（1974年） - O Seeta Katha（1974年） - Ammayi Pelli（1974年） - Mangalya Bhagyam（1974年） - Naalai Namadhe（1975年） - Yashoda Krishna（1975年） - Secretary（1976年） - Paadipantalu（1976年） - Vintha illu santhagola（1976年） - Siri Siri Muvva（1976年） - Kurukshetram（1977年） - Khaidi Kalidasu（1977年） - Devathalara Deevinchandi（1977年） - Karunamayudu（1978年） - Padaharella Vayasu（1978年） - Pranam Khareedu（1978年） - Seetamalakshmi（1978年） - Neeya?（1979年） - Tayaramma Bangarayya（1979年） - Intinti Ramayanam（1979年） - Korikale Gurralaite（1979年） - Mangala Toranalu（1979年） - Sangham Chekkina Silpalu（1979年） - Nagamalli（1979年） - シャンカラーバラナム 不滅のメロディ（1980年） - Ram Robert Rahim（1980年） - Gayyali Gangamma（1980年） - Subhodhayam（1980年） - Mama Allulla Saval（1980年） - Priya（1981年） - Swargam（1981年） - Pakkinti Ammayi（1981年） - Radha Kalyanam（1981年） - Deiva Thirumanangal（1981年） - Kalahaala Kapuram（1982年） - Kotha Neeru（1982年） - Santoshimata Vratam（1983年） - Moodu Mullu（1983年） - Adigo Alladigo（1984年） - Intiguttu（1984年） - Kanchana Ganga（1984年） - Suvarna Sundari（1984年） - Ee Charitra Inkennallu（1984年） - Muchataga Mugguru（1985年） - Bhale Thammudu（1985年） - Mangalya Bandham（1985年） - Srivaru（1985年） | - Rendu Rellu Aaru（1986年） - Konte Kapuram（1986年） - Naa Pilupe Prabhanjanam（1986年） - Chantabbai（1986年） - Sri Shirdi Saibaba Mahathyam（1986年） - Aakrandana（1986年） - Gandhinagar Rendava Veedhi（1987年） - Manmadha Leela Kamaraju Gola（1987年） - Makutamleni Maharaju（1987年） - Kaboye Alludu（1987年） - Alludu Kosam（1987年） - Dammit Katha Addam Thirigindi（1987年） - Naku Pellam Kavali（1987年） - Dabbevariki Chedu（1987年） - Trimurtulu（1987年） - Trinetrudu（1988年） - Yogi Vemana（1988年） - Asthulu Anthasthulu（1988年） - Thodallullu（1988年） - Bharya Bhartala Bhagotham（1988年） - Veguchukka Pagatichukka（1988年） - Chinnodu Peddodu（1988年） - Vivaha Bhojanambu（1988年） - Sakshi（1989年） - Zoo Laka Taka（1989年） - Aarthanadham（1989年） - Preminchi Choodu（1989年） - Jayammu Nischayammu Raa（1989年） - Geethanjali（1989年） - Chinnari Sneham（1989年） - Rambha Rambabu（1990年） - Alludugaru（1990年） - Aditya 369（1991年） - Peddarikam（1992年） - Chillara Mogudu Allari Koduku（1992年） - Aame（1994年） - Kurradhi Kurradu（1994年） - Sankalpam（1995年） - Gulabi（1995年） - Ramudochadu（1996年） - Akkada Ammayi Ikkada Abbayi（1996年） - Ninne Pelladata（1996年） - Preminchukundam Raa（1997年） - Chandralekha（1998年） - Premante Idera（1998年） - Andaru Herole（1998年） - Subhavartha（1998年） - Iddaru Mitrulu（1999年） - Ravoyi Chandamama（1999年） - Thammudu（1999年） - Seetharama Raju（1999年） - Manoharam（2000年） - Tirumala Tirupati Venkatesa（2000年） - Rayalaseema Ramanna Chowdary（2000年） - Chiru Navvutho（2000年） - Manasantha Nuvve（2001年） - Ishtam（2001年） - Nuvvu Naaku Nachav（2001年） - Manmadhudu（2002年） - Nuvve Nuvve（2002年） - Nuvvu Leka Nenu Lenu（2002年） - Santosham（2002年） - Ninu Choodaka Nenundalenu（2002年） | - Okkadu（2003年） - Sambhu（2003年） - Vasantam（2003年） - Aaptudu（2004年） - 7G Rainbow Colony（2004年） - Varsham（2004年） - Andagadu（2005年） - Andarivaadu（2005年） - Athanokkade（2005年） - Jagapati（2005年） - Nuvvostanante Nenoddantana（2005年） - Sankranti（2005年） - Boss（2006年） - Chinnodu（2006年） - Evandoi Srivaru（2006年） - Ranam（2006年） - Raraju（2006年） - Desamuduru（2007年） - Dhee（2007年） - Hello Premisthara（2007年） - Sathyabhama（2007年） - State Rowdy（2007年） - Yogi（2007年） - Baladoor（2008年） - Chintakayala Ravi（2008年） - Donga Sachinollu（2008年） - Hare Ram（2008年） - King（2008年） - Krishna（2008年） - Maa Ayana Chanti Pilladu（2008年） - Ready（2008年） - Satyam（2008年） - Siddu from Sikakulam（2008年） - Ullasamga Utsahamga（2008年） - Sankham（2009年） - Namo Venkatesa（2010年） - Sambho Siva Sambho（2010年） - Darling（2010年） - Mirapakay（2011年） - Wanted（2011年） - Kandireega（2011年） - Dookudu（2011年） - Yamudiki Mogudu（2012年） - Genius（2012年） - Saguni（2012年） - Sarocharu（2012年） - Okkadine（2013年） - バードシャー テルグの皇帝（2013年） - Potugadu（2013年） - ザ・フェイス（2014年） - Pilla Nuvvu Leni Jeevitham（2014年） - Loukyam（2014年） - Bandipotu（2015年） - Mosagallaku Mosagadu（2015年） - James Bond（2015年） - Lion（2015年） - Manamantha（2016年） - Hyper（2016年） - 仕置人DJ（2017年） - Goutham Nanda（2017年） - Mister（2017年） - Oxygen（2017年） |

## 受賞歴
| 年                                | 部門                              | 作品名                            | 結果                              | 出典                              |
| フィルムフェア賞 南インド映画部門 | フィルムフェア賞 南インド映画部門 | フィルムフェア賞 南インド映画部門 | フィルムフェア賞 南インド映画部門 | フィルムフェア賞 南インド映画部門 |
| --------------------------------- | --------------------------------- | --------------------------------- | --------------------------------- | --------------------------------- |
| 1979年                            | テルグ語映画部門主演男優賞        | 『Padaharella Vayasu』            | 受賞                              | [ 12 ]                            |
| ナンディ賞                        |                                   |                                   |                                   |                                   |
| 1966年                            | 主演男優賞                        | 『Rangula Ratnam』                | 受賞                              | [ 13 ]                            |
| 1987年                            | コメディ男優賞                    | 『Chandamama Raave』              | 受賞                              | [ 14 ]                            |
| 2005年                            | 性格俳優賞                        | 『Athanokkade』                   | 受賞                              | [ 14 ]                            |